# Sireniki
Sireniki (en rus: Сиреники) és un poble del districte autònom de Txukotka, a Rússia, que el 2015 tenia 402 habitants.